# Lachneratus phasmaticus
Lachneratus phasmaticus és una espècie de peix pertanyent a la família dels apogònids i l'única del gènere Lachneratus.

## Descripció
- Pot arribar a fer 7,4 cm de llargària màxima.[2][3]

## Hàbitat
És un peix marí, bentopelàgic i de clima tropical que viu a 3-104 m de fondària i a prop o dins de coves i esquerdes del fons marí.

## Distribució geogràfica
Es troba a les illes Comores, Hawaii i Fiji.

## Observacions
És inofensiu per als humans.